# Die Sieben-Millionen-Dollar-Frau
Die Sieben-Millionen-Dollar-Frau (englischer Originaltitel: The Bionic Woman) ist ein Ableger der erfolgreichen US-Fernsehserie Der Sechs-Millionen-Dollar-Mann mit Lindsay Wagner in der Hauptrolle. Die insgesamt 58 Folgen der Serie liefen von 1976 bis 1977 auf ABC und von 1977 bis 1978 auf NBC.
Wagner spielte die Rolle der Jaime Sommers, einer Profitennisspielerin, die nach einem Fallschirmunfall schwer verletzt wird und bei einer Operation bionische Gliedmaßen eingepflanzt bekommt. Von nun an kann sie schneller laufen als ein Auto fährt, ihr rechter Arm ist stark genug, Stahl zu verbiegen, und ihr Ohr kann für das menschliche Gehör unhörbare Frequenzen wahrnehmen.
Im September 2007 startete auf dem US-Sender NBC mit Bionic Woman eine Neuauflage der Serie mit Michelle Ryan in der Hauptrolle. Diese Neuauflage brachte es auf nur acht Episoden. Im März 2008 gab Produzent David Eick offiziell bekannt, dass die Serie eingestellt sei.

## Handlung
Der Charakter Jaime tritt zum ersten Mal in der Sechs-Millionen-Dollar-Mann-Episode „The Bionic Woman“ (Eine Partnerin für Steve) auf.
Jaime Sommers und Steve Austin, der Sechs-Millionen-Dollar-Mann (gespielt von Lee Majors), waren bereits einmal verlobt, bevor Steve seine Ausbildung als Astronaut begann, hatten sich jedoch später getrennt und aus den Augen verloren. Während eines Besuches bei seinen Eltern trifft er Jaime wieder, die inzwischen ein bekannter Tennis-Profi geworden ist. Die Beziehung zwischen beiden lebt wieder auf, und bald macht Steve ihr einen Heiratsantrag.
Während eines Skydiving-Ausflugs kommt es zu einem Unfall: Jaimes Fallschirm öffnet sich nur unvollständig, sie stürzt ab und wird schwer verletzt. Die Ärzte geben ihr nur geringe Überlebenschancen, woraufhin Steve seinen Vorgesetzten Oscar Goldman überredet, ihr mit bionischen Körperteilen das Leben zu retten. Trotz Steves Einwänden führt sie wie er nach der Operation Aufträge für Goldman aus. Auf einer dieser Missionen beginnen ihre Implantate allerdings zu versagen. Jaime wird psychisch und physisch instabil und fällt ins Koma. Den Ärzten gelingt es zwar, die Abstoßungsreaktion der Implantate zu stoppen, aber Jaime leidet fortan unter Amnesie: Sie kann sich nicht mehr an die Beziehung zu Steve erinnern, und allein der Versuch sich zu erinnern bereitet ihr körperliche Schmerzen. Steve Austin beschließt daraufhin, sie gehen zu lassen, um ihr weiteres Leid zu ersparen.
Jaime, die ihre Karriere im Tennissport aufgegeben hat, lehrt nun in ihrer Heimatstadt Ojai, während sie weiterhin als Undercover-Agentin von OSI arbeitet.
Im Verlauf der Serie kämpft sie gegen verschiedene Gegner, darunter auch Androiden und Außerirdische. Einige Missionen erfüllt sie gemeinsam mit Steve Austin, allerdings kommt die frühere Beziehung bei diesen Einsätzen nicht zur Sprache. Erst in den drei Spielfilmen, in denen die Geschichte von Steve Austin und Jaime Sommers fortgesetzt wurde, flammt die Liebe zwischen den beiden schließlich wieder auf, sodass Jaime und Steve trotz vieler Komplikationen, gegen die sie erneut ankämpfen, am Ende schließlich doch noch heiraten. Die beiden letzten Spielfilme sind nicht deutsch synchronisiert worden.
In der Serie kommt in einigen Folgen auch ein Deutscher Schäferhund namens Max vor, der bionische Beine und einen künstlichen Kiefer hat und ihr bei einigen Einsätzen mit seinen Fähigkeiten zur Seite steht.

## Synchronsprecher
| Schauspieler     | Rollenname     | Synchronsprecher                                                             |
| ---------------- | -------------- | ---------------------------------------------------------------------------- |
| Lindsay Wagner   | Jaime Sommers  | Gabriele Libbach (Folge 1–36 & Folge 39–58) Carolin van Bergen (Folge 37–38) |
| Richard Anderson | Oscar Goldman  | Rüdiger Schulzki                                                             |
| Martin E. Brooks | Dr. Rudy Wells | Wolfgang Draeger                                                             |
| Lee Majors       | Steve Austin   | Volkert Kraeft                                                               |
| Martha Scott     | Helen Elgin    | Marianne Kehlau                                                              |
| Ford Rainey      | Jim Elgin      | Günther Flesch                                                               |
| Jennifer Darling | Peggy Callahan | Traudel Sperber                                                              |

## Episodenliste

### Staffel 1
| Nr. (ges.) | Nr. (St.) | Deutscher Titel       | Originaltitel           | Erstausstrahlung USA | Deutschsprachige Erstausstrahlung (D) |
| ---------- | --------- | --------------------- | ----------------------- | -------------------- | ------------------------------------- |
| 1          | 1         | Willkommen Jaime (1)  | Welcome Home, Jaime (1) | 14. Jan. 1976        | 26. März 1989                         |
| 2          | 2         | Willkommen Jaime (2)  | Welcome Home, Jaime (2) | 21. Jan. 1976        | 30. März 1989                         |
| 3          | 3         | Fluchthilfe           | Angel of Mercy          | 28. Jan. 1976        | 6. Apr. 1989                          |
| 4          | 4         | Gefahr für den Zeugen | A Thing of the Past     | 18. Feb. 1976        | 13. Apr. 1989                         |
| 5          | 5         | Falscher Verdacht     | Claws                   | 25. Feb. 1976        | 20. Juli 1989                         |
| 6          | 6         | Wehrlos               | The Deadly Missiles     | 3. März 1976         | 27. Juli 1989                         |
| 7          | 7         | Schöner Schmuggel     | Bionic Beauty           | 17. März 1976        | 25. Mai 1989                          |
| 8          | 8         | Die Doppelagentin     | Jaime’s Mother          | 24. März 1976        | 27. Apr. 1989                         |
| 9          | 9         | Die 500-Meilen-Jagd   | Winning Is Everything   | 7. Apr. 1976         | 21. Apr. 1989                         |
| 10         | 10        | Geheimnisverrat       | Canyon of Death         | 14. Apr. 1976        | 11. Mai 1989                          |
| 11         | 11        | Ein riskanter Flug    | Fly Jaime               | 5. Mai 1976          | 8. Juni 1989                          |
| 12         | 12        | Die Täuschung         | The Jailing of Jaime    | 12. Mai 1976         | 22. Juni 1989                         |
| 13         | 13        | Das Double            | Mirror Image            | 19. Mai 1976         | 18. Mai 1989                          |
| 14         | 14        | Der Poltergeist       | The Ghost Hunter        | 26. Mai 1976         | 1. Juni 1989                          |

### Staffel 2
| Nr. (ges.) | Nr. (St.) | Deutscher Titel          | Originaltitel                 | Erstausstrahlung USA | Deutschsprachige Erstausstrahlung (D) |
| ---------- | --------- | ------------------------ | ----------------------------- | -------------------- | ------------------------------------- |
| 15         | 1         | Ring frei für Jaime      | In This Corner, Jaime Sommers | 22. Sep. 1976        | 24. Aug. 1989                         |
| 16         | 2         | Explosive Fracht         | Assault on the Princess       | 29. Sep. 1976        | 15. Juni 1989                         |
| 17         | 3         | Die Spur nach Nashville  | Road to Nashville             | 6. Okt. 1976         | 13. Juli 1989                         |
| 18         | 4         | Unterwandert             | Kill Oscar (1)                | 20. Okt. 1976        | 3. Aug. 1989                          |
| 19         | 5         | Franklins Falle          | Kill Oscar (2)                | 27. Okt. 1976        | 10. Aug. 1989                         |
| 20         | 6         | Der Gegenangriff         | Kill Oscar (3)                | 3. Nov. 1976         | 17. Aug. 1989                         |
| 21         | 7         | Die Erbschaft            | Black Magic                   | 10. Nov. 1976        | 1. Dez. 1989                          |
| 22         | 8         | In falschem Glauben      | Sister Jaime                  | 24. Nov. 1976        | 19. Aug. 1989                         |
| 23         | 9         | Ein bedrohlicher Feind   | The Vega Influence            | 1. Dez. 1976         | 7. Sep. 1989                          |
| 24         | 10        | Die Polizeiakademie      | Jaime’s Shield (1)            | 15. Dez. 1976        | 14. Sep. 1989                         |
| 25         | 11        | Falsche Polizisten       | Jaime’s Shield (2)            | 22. Dez. 1976        | 21. Sep. 1989                         |
| 26         | 12        | Der Überläufer           | Biofeedback                   | 12. Jan. 1977        | 28. Sep. 1989                         |
| 27         | 13        | Bedrohung der Welt (1)   | Doomsday Is Tomorrow (1)      | 19. Jan. 1977        | 12. Okt. 1989                         |
| 28         | 14        | Bedrohung der Welt (2)   | Doomsday Is Tomorrow (2)      | 26. Jan. 1977        | 19. Okt. 1989                         |
| 29         | 15        | Die Verwechslung         | Deadly Ringer (1)             | 2. Feb. 1977         | 26. Okt. 1989                         |
| 30         | 16        | Gejagt                   | Deadly Ringer (2)             | 9. Feb. 1977         | 1. Nov. 1989                          |
| 31         | 17        | Putschgefahr             | Jaime and the King            | 23. Feb. 1977        | 2. Nov. 1989                          |
| 32         | 18        | Opfer des Krieges        | Beyond the Call               | 9. März 1977         | 9. Nov. 1989                          |
| 33         | 19        | Der Fälscher             | The Dejon Caper               | 19. März 1977        | 16. Nov. 1989                         |
| 34         | 20        | Der Fluch des Masau      | The Night Demon               | 23. März 1977        | 8. Juli 1989                          |
| 35         | 21        | Spuren der Vergangenheit | Iron Ships and Dead Men       | 30. März 1977        | 7. Dez. 1989                          |
| 36         | 22        | Inkys großer Coup        | Once a Thief                  | 4. Mai 1977          | 14. Dez. 1989                         |

### Staffel 3
| Nr. (ges.) | Nr. (St.) | Deutscher Titel           | Originaltitel            | Erstausstrahlung USA | Deutschsprachige Erstausstrahlung (D) |
| ---------- | --------- | ------------------------- | ------------------------ | -------------------- | ------------------------------------- |
| 37         | 1         | Starke Freunde            | The Bionic Dog (1)       | 10. Sep. 1977        | 3. Apr. 1990                          |
| 38         | 2         | Flucht vor den Flammen    | The Bionic Dog (2)       | 17. Sep. 1977        | 10. Apr. 1990                         |
| 39         | 3         | Die Roboter-Girls         | Fembots in Las Vegas (1) | 24. Sep. 1977        | 4. Jan. 1990                          |
| 40         | 4         | Revanche                  | Fembots in Las Vegas (2) | 1. Okt. 1977         | 11. Jan. 1990                         |
| 41         | 5         | Rodeo                     | Rodeo                    | 15. Okt. 1977        | 17. Apr. 1990                         |
| 42         | 6         | Wahlbetrug                | African Connection       | 29. Okt. 1977        | 8. März 1990                          |
| 43         | 7         | Die Motorradjagd          | Motorcycle Boogie        | 5. Nov. 1977         | 22. März 1990                         |
| 44         | 8         | Ausgenutzt                | Brain Wash               | 12. Nov. 1977        | 1. März 1990                          |
| 45         | 9         | Angst vor Befreiung       | Escape to Love           | 26. Nov. 1977        | 28. Dez. 1989                         |
| 46         | 10        | Max                       | Max                      | 3. Dez. 1977         | 21. Dez. 1989                         |
| 47         | 11        | Der Meisterdetektiv       | The Over the Hill Spy    | 17. Dez. 1977        | 18. Jan. 1990                         |
| 48         | 12        | Computergangster          | All for One              | 7. Jan. 1978         | 25. Jan. 1990                         |
| 49         | 13        | Die Pyramide der Götter   | The Pyramid              | 14. Jan. 1978        | 1. Feb. 1990                          |
| 50         | 14        | Wettlauf mit dem Tod      | The Antidote             | 21. Jan. 1978        | 8. Feb. 1990                          |
| 51         | 15        | Verraten und verkauft     | The Martians Are Coming  | 28. Jan. 1978        | 15. Feb. 1990                         |
| 52         | 16        | Fluchtpunkt Erde          | Sanctuary Earth          | 11. Feb. 1978        | 24. Apr. 1990                         |
| 53         | 17        | Unter Haien               | Deadly Music             | 18. Feb. 1978        | 22. Feb. 1990                         |
| 54         | 18        | Die Entführung            | Which One Is Jaime?      | 25. Feb. 1978        | 8. Mai 1990                           |
| 55         | 19        | Hilfe aus dem Jenseits    | Out of Body              | 4. März 1978         | 15. Mai 1990                          |
| 56         | 20        | Lang lebe der König       | Long Live the King       | 25. März 1978        | 22. Mai 1990                          |
| 57         | 21        | Die Stadt der Gesetzlosen | Rancho Outcast           | 6. Mai 1978          | 29. Mai 1990                          |
| 58         | 22        | Auf der Flucht            | On the Run               | 13. Mai 1978         | 5. Juni 1990                          |

### Fernsehfilme
Nach der Serie wurden in den 1980er und 1990er Jahren noch drei Fernsehfilme produziert, welche die Geschichte um das bionische Duo Jaime Sommers und Steve Austin weiterführten. Im deutschsprachigen Raum wurden diese Filme bislang nicht im Fernsehen ausgestrahlt, lediglich der erste Film wurde unter dem etwas irritierenden Titel Rückkehr der Roboter auf VHS-Video veröffentlicht.
1. Rückkehr der Roboter (The Return of the Six Million Dollar Man and the Bionic Woman)
2. Bionic Showdown: The Six Million Dollar Man and the Bionic Woman (nicht in deutscher Sprache veröffentlicht)
3. Bionic Ever After? (nicht in deutscher Sprache veröffentlicht)

## Verfügbarkeit
In den 1980er Jahren wurden bereits einzelne Episoden der Serie auf VHS-Video veröffentlicht: Mit Das 6 Million Dollar Girl präsentierte CIC Video 1987 die 1975 entstandene Pilotfolge, die bei der Fernsehausstrahlung im Rahmen der Serie Der Sechs-Millionen-Dollar-Mann zu sehen war. Im selben Jahr folgte mit 6 Million Dollar Dog die Veröffentlichung der Doppelfolge aus der dritten Staffel, in welcher der bionische Hund Max eingeführt wurde.
In den Jahren 2008 und 2009 erfolgte dann auch eine vollständige Publikation aller drei Staffeln der Sieben-Millionen-Dollar-Frau auf DVD, diesmal durch das deutsche Unternehmen Koch Media. Mit dieser liegen nun erstmals alle Episoden in ungekürzter Fassung mit deutscher und englischer Tonspur vor.
Im Jahre 2016 erfolgte eine erneute vollständige Veröffentlichung aller drei Staffeln, diesmal auf dem Label Turbine Medien GmbH auf 3 Blu-Ray Discs in DVD-Qualität [SD on Blu-Ray].
2022 folgte dann, erneut bei Turbine, ein Set mit 9 Blu-Ray Discs mit allen Folgen in HD-Qualität und drei TV-Filmen.